# Mojaves
Pour les articles homonymes, voir Mojave.
Les Mojaves ou Mohaves sont un peuple amérindien qui vit aux États-Unis, plus précisément en Californie, en Arizona et au Nevada. Ils se nomment eux-mêmes Pipa a'ha macave, qui signifie à peu près « Le peuple qui vit près de l'eau ».

## Culture

### Langue
La langue mojave est une langue yumane, classée au sein des langues yumanes centrales. Elle est parlée aux États-Unis, en Arizona, sur le cours inférieur du fleuve Colorado. En raison d'un faible nombre de locuteurs, cette langue est considérée comme moribonde, bien que des efforts de transmission aient été entrepris. 
Le mojave n'a pas de dialectes connus. Elle présente de grandes similarités dialectales avec le Maricopa et les langues des peuples Hualapai, Havasupai et Yavapais.

### Religion

#### Mythe de création
Selon le mythe de création des Mohaves, le premier grand esprit serait Matavilya, Matavily ou Matevilye. Il naît de l'union de la terre-mère et du ciel-père au dessus de l'océan au loin à l'ouest. Matavily crée les hommes et les femmes, les animaux et les plantes. Il a également une descendance, une fille et un fils, Mastamho, Mustamho ou Mastamxo, son frère cadet dans certaines versions du mythe.
Après avoir mené les hommes à l'est, il définit la  région autour de la Cottonwood Island, aujourd'hui disparue sous le lac Mohave, comme le centre du monde et s'y installe. Là il est tué par sa fille, Hanyilko, la grenouille, qui le rend malade par sorcellerie. Après avoir brûlé le corps, Mastamho prend les hommes en charge, crée le fleuve Colorado et apprend l'agriculture aux hommes. Il les répartit par tribus et leur donne à chacune un territoire.